# Janusz Szajkowski

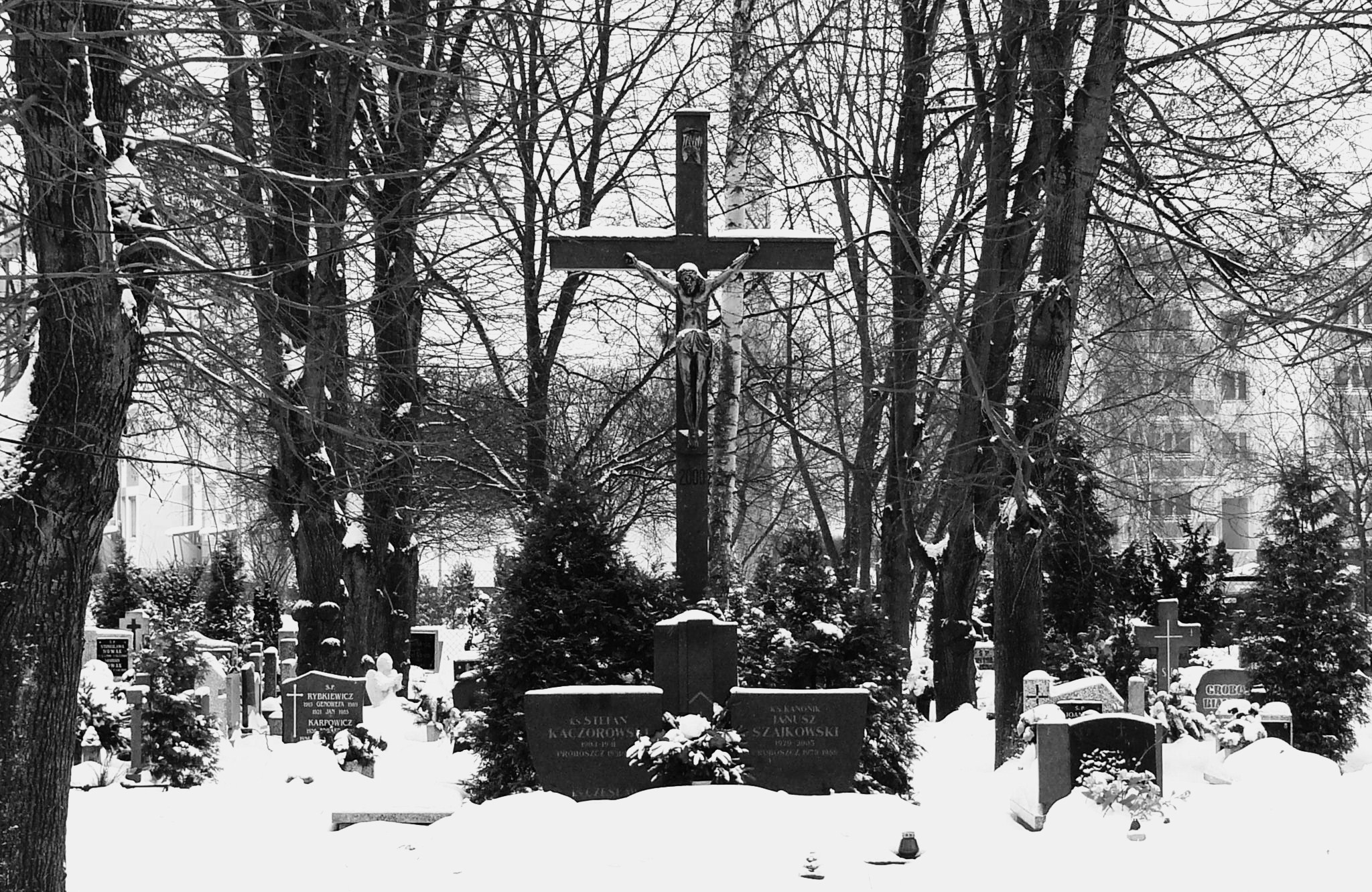
Cmentarz winiarski w Poznaniu. Grób ks. Szajkowskiego pod krzyżem, po prawej

Janusz Szajkowski (ur. 16 marca 1929 w Mosinie, zm. 26 października 2005 w Poznaniu) – polski duchowny katolicki, kanonik, dyrygent chóralny, organizator życia parafialnego i muzycznego.

## Życiorys
Jego ojcem był Stanisław Szajkowski, przedsiębiorca i handlowiec, a matką Walentyna z domu Nowacka. Rodzina była bardzo religijna i aktywna społecznie. Jako młodzieniec został przez okupantów niemieckich zaangażowany do kopania rowów. Maturę zdał w 1949 w Gimnazjum im. Karola Marcinkowskiego w Poznaniu i jeszcze w tym samym roku wstąpił do poznańskiego Seminarium Duchownego. Dwa lata studiował w Gnieźnie (gdzie przyjaźnił się z późniejszym prymasem Józefem Glempem), a cztery w Poznaniu. 4 czerwca 1955 przyjął święcenia kapłańskie w farze poznańskiej. Prymicja odbyła się w Wirach, w tamtejszym kościele św. Floriana, po czym pracował na czterech wikariatach: Kępno, Swarzędz, Pępowo i Wieleń. Przeniósł się do Poznania, gdzie posługiwał najpierw w parafii Najświętszego Serca Pana Jezusa i św. Floriana, a następnie w parafii Świętego Krzyża. W tym czasie uczył się dyrygentury w Średniej Szkole Muzycznej w Poznaniu.
Od 1969 do 1979 był proboszczem w parafii św. Andrzeja Boboli w Rawiczu, gdzie od podstaw zorganizował życie parafialne, wyremontował kościół i mieszkania dla księży oraz założył chór chłopięco-męski Andrzejki. W 1979 powrócił do Poznania, gdzie objął parafię św. Stanisława Kostki, którą zarządzał do 1989. W tym czasie: wybudował dom parafialny, wybudował kościół Opatrzności Bożej (obecnie osobna parafia), przyczynił się do powstania dwóch nowych parafii (Miłosierdzia Bożego i Matki Bożej Zwycięskiej), zmodernizował kościół św. Stanisława Kostki, utworzył chór chłopięco-męski Staszki, którym dyrygował i, z którym odbywał liczne podróże zagraniczne, m.in. występował w obecności papieża Jana Pawła II. W czasach komunistycznych zainicjował religijne spotkania rodzin wojskowych, co było działalnością wyjątkową i obarczoną ryzykiem. Podczas stanu wojennego i po nim sprowadzał paczki z darami z Zachodu. Kłopoty zdrowotne spowodowały, że w 1989 przeszedł na emeryturę, jednak nie zaprzestał wówczas intensywnej działalności duszpasterskiej, pomagając parafiom w takich miejscowościach, jak: Mosina, Wiry, Puszczykowo, Luboń, Żabikowo, Rogalin i Oborniki. Wydał tomik poetycki Barwą słów (wiersze recytował m.in. Aleksander Machalica). Swoje artykuły publikował m.in. w Przewodniku Katolickim.
Od 1992 był kanonikiem honorowym kapituły średzkiej, a od 2001 także kanonikiem honorowym kapituły metropolitalnej przy bazylice archikatedralnej w Poznaniu.
Spoczął na cmentarzu winiarskim. Uroczystościom pogrzebowym przewodniczył biskup Grzegorz Balcerek, wcześniej pracujący w parafii św. Stanisława Kostki w Poznaniu. Uroczystości koncelebrowało ponad stu kapłanów, a homilię wygłosił prałat Michał Maciołka.